# 塔夫茨大學
塔夫茨大学（英語：Tufts University）是一所美国著名大学，也是25所小常春藤成员之一。塔夫茨大学拥有美国最古老和最富盛名的国际关系研究生院之一：弗莱彻法律与外交学院。其著名的生物医学研究中心塔夫茨医学中心 (Tufts Medical Center) 是塔夫茨大学医学院的主要教学医院。更有在营养学上名声在外的弗里德曼(Friedman School) 营养科学与政策学院，是学术界的标杆之一。塔夫茨大学在福布斯排名中位居全美18名，2016年《美国新闻与世界报道》杂志的美国大学综合排名中位居第27名。在2020年的班級中，塔夫茨大學接受了20,223名申請者中的2,889或14.3％。文理學院接受了14.9％的申請者，而工程學院接受了11.7％。该校不到15%的录取率在全美综合性大学中位居17名，与全美第一的文理学院威廉姆斯学院齐名，使其成为美国最难录取的大学之一。在塔夫茨大学毕业的校友中，财富100强的CEO数量名列全美第二（与宾夕法尼亚大学和达特茅斯学院并列）。

## 学校规模
塔夫茨大学目前有四个校区，其中三个校区位于大波士顿地区，另有一个在美国南部。其主校区坐落于波士顿外的梅德福（Medford）与萨莫埃尔（Somerville）交界处，距离波士顿市中心仅8英里（约12公里）。主校区始建于1852年，其中包含了博雅学院、工学院和弗莱彻法律与外交学院。在主校区中，红砖绿树，相映成辉，曾被评为全美国最美丽的校园之一。牙医学院，医学院，弗里德曼营养科学与政策学院坐落于波士顿市中心的唐人街，一边与众多中国美食仅仅一步之遥，一边紧邻塔夫茨医学中心。所有在塔夫茨医学院拥有全职教职的老师，同时也承担医学院临床工作。在波士顿的西面的Grafton镇上有卡明斯兽医学院。最后在法国的Falloires，有一座被称为塔夫茨欧洲中心的卫星校区。该校园建于11世纪，于1958年由Donald MacJannet和他的妻子Charlotte购买，并于1978年捐赠给塔夫茨大学。
塔夫茨是有“小常春藤”之称的大学之一，并被《新闻周刊》命名为“25个新常春藤”之一。 2010年8月, Unigo命名其为生机勃勃的十个“新常春藤”中的一个。在《普林斯顿评论》2010-2011年的“最佳363高校”中，塔夫茨在最快乐的学生的大学中排名#14，其海外留学项目在美国排名#3。根据2010年10月由高等教育纪事（The Chronicle of Higher Education）的排名，塔夫茨在富布赖特学者（Fulbright scholars）数量上全美排名第12（与哈佛大学和约翰霍普金斯大学并列）。塔夫茨大学的校友作为财富100强的CEO数量也名列全美第二（与宾夕法尼亚大学和达特茅斯学院并列）。由于其作为一个持续增长的学术机构，塔夫茨大学在近十年“热门学校”（hottest school of the decade）的评比中名列第五。

## 历史沿革
1852年，普救教会需要在新英格兰地区建立一所大学。查尔斯·塔夫茨（Charles Tufts）捐赠了梅德福市的最高点－－胡桃山（Walnut Hill）的20英亩土地帮助教会建立了塔夫茨学院（Tufts College），并希望其成为教育与学术上的“山顶之光”（light on the hill），而这个山头时至今日仍然是占地已达到120英亩的塔夫茨大学的中心。塔夫茨学院与1854年8月正式招生，并在1867年成立了神学院。
1892年，塔夫茨学院董事会投票决定，开始和男性同等地招收女性本科生，并任命了第一位研究生导师，开始招收生物和化学博士生。
1930年，塔夫茨学院和哈佛大学合建了弗莱彻法律与外交学院，成为了美国最古老和最富盛名的国际关系研究生院之一。
1955年塔夫茨学院改名为塔夫茨大学。
1976-1992年，在前任校长Jean Mayer的任期内，塔夫茨大学迎来了惊人的发展。Mayer建立了塔夫茨大学兽医、营养和生物医学科学院，并建立了Grafton和Talloires两个校区。
2006年，在前任校长Larry Bacow的号召下，为了实现对学生录取能够进行完全的“需求回避政策”，塔夫茨大学开始了筹款活动，直至2010年，塔夫茨大学共筹集到11.4亿美元的捐款。其中最大的一笔1.36亿美元的捐款来自校友Frank C. Doble建立的一个慈善信托基金。
2010年，塔夫茨大学任命著名人类遗传学教授，英国牛津大学副校长Anthony P. Monaco为学校的第十三任校长，并于2011年10月上任。

## 機構設置

### 文理学院
塔夫茲大学文理学院是塔夫茲大學建校时开始就有的学院。学生跨专业选课和修双学位非常常见，可以修两个本科学位，也有许多五年本科加研究生双学位的项目。除此之外，为了丰富一些很难归属于某一个学科的跨学科课题，从1964年开始，塔夫茲大学开设了“实验大学”。“实验大学”里的课程，由学生，老师以及社会人士来组织教授，并且是由兴趣为导向，所有的课程都是上课者自己设计和申请的。最近两年，“实验大学”中的一门课“电影制作”，诞生了一个新的学院——电影媒介系，开设相当活跃的电影分析和制作课程和专业。

### 弗莱彻法律外交学院
弗莱彻法律外交学院创立于1933年，弗莱彻学院大多数学生属于国际关系专业，有硕士和博士两个级别，涵盖三个领域：1）国际法及国际组织2）外交，历史及政治3）经济及国际商务。弗莱彻学院每年提供超过175门课程，满足学生多样化的教育需求。
弗莱彻学院校友中有一百多名现任或前任大使，中华人民共和国现任驻外大使中至少有五位都曾在弗莱彻接受教育：驻英大使刘晓明（83届），驻南非大使钟建华（85届），驻加拿大大使章均賽（89届），驻新西兰大使张援远（95届），驻瑞典大使陈明明（81届）等等。
此外，弗莱彻学院毕业生在公务部门和私营部门都有着突出的表现。例如弗莱彻学院现任院长及校友James G. Stavridis将军曾担任美国驻北约总司令，美国著名女子花样滑冰运动员关颖珊刚刚加入希拉里女士的总统竞选团队。私营部门的卓越校友代表包括：前花旗银行主席Walter Bigelow Wriston，Exxon Mobil前主席Charles Sitter等等。

### 塔夫茲大学医学院
塔夫茲醫学院前身是新英格兰医学中心，位于波士顿市中心区域。
塔夫茲医学院在美国及世界各地与数以千计的医生和研究人员密切合作，在大波士顿地区有六所供学生实习的教学附属医院。塔夫茨医疗中心（Tufts Medical Center）、塔夫茨营养与牙医学院以及美国农业部Jean Mayer人类营养抗衰老研究中心共用其校园。
塔夫茲医学院的突出科研项目包括：传染病、神经学、癌症、及心血管类疾病。除了提供医学博士教育，塔夫茲医学院还提供双学位培养项目，比如医学博士和工商管理硕士联合培养项目等等。
塔夫茲医学院著名校友包括2003年诺贝尔化学奖获得者Roderick MacKinnon博士。

### 塔夫茲大学牙医学院
塔夫茲大学牙医学院位于波士顿市中心区域，学院创立于1868年，是美国最声望卓著的牙医学院之一，也是美国第二大牙医学院，以精湛的臨床技術而聞名，是美國東岸頂尖的牙醫學院。
塔夫茲大学牙医学院每年有近4000名申请者，录取率大约在4%，是竞争最为激烈的牙医博士项目之一。除了传统的牙医医学博士学位（DMD），牙医学院还提供DMD／MS，DMD／MPH联合学位，并为在其他国家受训的牙医获取美国执业资格提供培训。

### Sackler生物医药研究生院
Sackler生物医药研究生院坐落于波士顿市中心区域，为研究生及博士后提供一些列的培训及研究机会。
Sackler学院建立于1980年，目的是开展基础性的药学研究，为其他应用性医学研究提供支撑。Sackler学院首任院长Louis Lasagna博士被称为“临床药理学之父”。在他的带领下，Sackler学院的教师数量从四十名增加到近二百五十名，并形成生物医药研究和临床研究结合的特色。
Sackler学院基础科学部提供八个领域的博士研究生教育：生物化学，细胞、分子与发育生物学，细胞和分子生理学，遗传学，免疫学，分子微生物学，神经科学，药理学及试验治疗。

### 卡明斯兽医学院
位于波士顿西边Grafton镇上的卡明斯兽医学院是新英格兰地区唯一一所兽医学院。校园面积约594英亩，距离波士顿城区仅30英里。
卡明斯兽医学院提供1个四年制职业兽医博士（DVM）学位项目，3个DVM／科学硕士双学位项目，和4个单独的研究生项目。此外，卡明斯兽医学院独有的One Health项目，专注于传染病研究、比较肿瘤学、国际医药、野生动物、保护医学和人与动物的互动。
卡明斯兽医学院医学中心每年诊治超过80,000个患者，包括小型伴侣动物、外来宠物、马、农场动物，或生病和受伤的野生动物。

### Jonathan M. Tisch学院
塔夫茲大学的本科生、研究生均可参加Tisch的课程和服务项目。塔夫茲大学的公民参与教育已有70多年历史。本学院于2000年正式建立，2006年塔夫茲校友Jonathan Tisch的捐赠使得学院有了永久性基金。学院并以Tisch命名。

## 排名
国内排名
2012福布斯美国大学排行榜（福布斯杂志发布） 第18名
2016 US News《美国新闻与世界报道》美国综合大学排名 第27名
2015 CollegeFactual美国大学州内排名 （马塞诸萨州）第6名
2015 CollegeFactual美国大学区域排名（新英格兰地区）第11名
2015 CollegeFactual美国大学综合排名 第39名
2015 CollegeFactual美国大学多样化排名 第44名
《美国新闻与世界报道》美国综合大学排名 第28名
《华盛顿月刊》美国大学排名 第25名
师资学术生产力指标美国研究性大学前50排名 第32名
专业排名
CollegeFactual生物与生物医学排名 第19名
CollegeFactual生物与生物医学最高薪资排名 第9位
CollegeFactual计算机与信息科学排名 第40位
CollegeFactual外国语言和语言学 第28位
CollegeFactual历史学 第41位
CollegeFactual跨/多学科研究 第33名
CollegeFactual哲学与宗教研究 第12名
CollegeFactual物理科学 第31名
CollegeFactual心理学 第12名
CollegeFactual社会科学 第32名
《美国新闻与世界报道》医学专业研究生院排名（医学研究）第51名
《美国新闻与世界报道》医学专业研究生院排（护理）第54名
《美国新闻与世界报道》工程学专业研究生院排名 第77名
《美国新闻与世界报道》环境与环境健康工程专业研究生院排名 第41名
《美国新闻与世界报道》土木工程专业研究生院排名 第56名
《美国新闻与世界报道》生物医学与生物工程专业研究生院排名 第57名
《美国新闻与世界报道》机械工程专业研究生院排名 第62名
《美国新闻与世界报道》心理学专业研究生院排名 第66名
《美国新闻与世界报道》历史专业研究生院排名 第56名
《美国新闻与世界报道》英语专业研究生院排名 第52名
全球排名
世界大学学术排名101-150名
2016~2017泰晤士高等教育世界大学排名135名
2020QS世界大学排名 253位
塔夫茲大学是美國著名大學之一，國内排名在30以内，國際上也在前150。

## 知名校友
塔夫茨大学的校友在美国政府，媒体和商业届有显着位置：eBay创始人彼埃尔·奥米迪亚(Pierre Omidyar)，希腊前总理科斯塔斯·卡拉曼利斯（Kostas Karamanlis），新墨西哥州州长比尔·理查森（Bill Richardson），美国参议员斯科特·布朗（Scott Brown），记者和电视名人梅勒迪斯·维埃拉（Meredith Vieira），和纽约时报发行人小阿瑟·蘇茲伯格均毕业于塔夫茨大学。塔夫茨大学虽然没有商学院，却有三位校友担任财富50强公司的CEO：摩根大通首席执行官杰米·戴蒙（Jamie Dimon），辉瑞制药首席执行官杰夫·金德勒（Jeff Kindler），和杜邦公司的首席执行官艾伦库尔曼（Ellen J. Kullman）。
塔夫茨著名学者包括哲学家丹尼尔·丹尼特（Daniel Dennett），美国朝鲜政策特别代表斯蒂芬·博斯沃思，前美国心理协会的主席罗伯特·斯腾伯格（Robert Sternberg），普利策奖获奖者历史学家马丁·舍温（Martin J. Sherwin），和诺贝尔物理学奖获得者阿伦·科马克（Allan M. Cormack）（1924年－1998年）。日本著名作家村上春树也曾在九十年代在塔夫茨大学任客座讲师。
中華人民共和國常駐聯合國副代表耿爽曾在2005年9月至2006年5月在塔夫茨大学弗莱彻法律与外交学院学习国际关系。
在媒體上，校友包括David Faber（B.A。1985），CNBC主播; Meredith Vieira（B.A。1975），記者和電視人物; Arthur Ochs Sulzberger，Jr。（B.A。1974），“紐約時報”的出版人;和彼得羅斯（B.A. 1972），華納兄弟電視台首席執行官喬希蓋茨; [電視節目主持人，製片人，探險家和作家]在藝術方面，校友包括William Hurt（1972年出生），奧斯卡獲獎演員; Hank Azaria（B.A。1988），演員和配音演員; Peter Gallagher（B.A。1977），演員; Tracy Chapman（B.A。1987），創作歌手; Deke Sharon（B.A。1991），無伴奏音樂家; Darin Strauss（B.A。1992），國家圖書評論家圈獲獎作者; Ruben Bolling（真名Ken Fisher）（B.A。1984），漫畫家和作家;和Gregory Maguire（博士1990），小說家。
其他校友包括Michelle Kwan（M.A. 2011），奧運獎牌獲得者和來自美國的世界冠軍花樣滑冰運動員; Frederick Hauck（1962年出生），航天飛機發現的航天器指揮官;海軍少將Leo Otis Colbert（B.S.1907），美國海岸和大地測量局第三任主任;和Thelma C. Swain（B.A。1931年），緬因州慈善家，Edwin Ginn，塔夫茨大學校友（1862年）和世界和平基金會的創始人。
- 彼得·納瓦羅：經濟學家，白宮國家貿易委員會主任
- 尤金·法马：經濟學家，芝加哥大学教授、2013年诺贝尔经济学奖得主
- 林文程：政治學家，國立中山大學社會科學院院長及教授
- 林榮泰：人因工程學家與設計學者，曾任明志科技大學、長庚大學校長、國立臺灣藝術大學設計學院院長，現任國立台灣藝術大學創意產業設計研究所教授
- 莊明振：人因工程學家，國立交通大學應用藝術設計研究所兼任教授
- 关中：中华民国考试院前院长
- 丁守中：政治人士，中國國民黨籍，曾任中華民國第1－4屆立法委員、第6－8屆立法委員
- 袁彌明：政治人物藝人，香港人民力量黨主席
- 刘晓明：外交官，現任中國駐英國大使
- 張辛亮：企业家，原索罗斯基金会分析师，辛夷资本创始人
- 耿爽：外交官，前任中國外交部發言人兼新聞司副司長
- 伍雅愉：資優學生，香港補習天王伍經衡女兒
- 玛丽·特朗普：心理学家，美国第45任总统唐纳德·特朗普侄女，代表作为《永不满足：我的家族如何制造出了世界上最危险的人》
- 張馳豪：香港男藝人，2021年歌唱選秀節目《聲夢傳奇》第一季參賽者
- 梁俊軒：香港男藝人，5人男子組合Sky成員之一

## 外部連結
- Official website （页面存档备份，存于）
- Official athletics website （页面存档备份，存于）
- 塔夫茨（非官方）中文站 （页面存档备份，存于）